# Levan
Levan là một xã trong quận Fier thuộc hạt Fier, Albania. Dân số năm 2005 là 11536 người.